# 科索奈
科索奈（法語：Cossonay）是瑞士联邦西部法语区的沃州下设的一个镇。在行政上属于莫尔日区管辖。科索奈的总面积为8.29平方公里。截至2010年底，总人口为3,368。

## 地理
科索奈位于莱芒湖东北，沃诺日河从东部边境流过。